# Faringdon
Faringdon este un oraș în comitatul Oxfordshire, regiunea South East, Anglia. Orașul se află în districtul Vale of White Horse.